# 山中俊好
山中 俊好（やまなか としよし）は、戦国時代から安土桃山時代にかけての武将。六角氏の家臣。

## 略歴
山中氏は近江甲賀郡の地侍で「鈎の陣」にて六角氏に味方した甲賀五十三家、及び、六角氏から感状を貰うほど信頼の置かれた甲賀二十一家の一つに数えられる。また、甲賀二十一家の中でも伴家・美濃部家と共に「柏木三家」と称される一族である。俊好は天文18年（1549年）、兄・山中久俊が死去したため山中家の惣領となる（天文16年1547年との説もある）。俊好は家中において重臣の立場であったようで、六角義賢や義治から感状を貰ったり、永禄6年（1563年）には進藤賢盛から観音寺騒動に関するものと思われる起請文を受けている。
永禄9年（1566年）8月、義賢から出陣の命を受け、予てから六角氏と争っていた浅井氏と佐和山付近で合戦を繰り広げる。永禄11年（1568年）2月、浅井家の当主・浅井長政は俊好への懐柔策として野洲郡・栗太郡・志賀郡・桐原七郷（蒲生郡にあった桐原村か）等の南近江の大半の知行を提示したが、俊好は浅井氏に通じることはなかった。しかし、同年、上洛軍を起こした織田信長に六角氏が敗れ甲賀に逃亡。元亀元年（1570年）、六角氏に従い信長に抗戦するも敗北、天正2年（1574年）頃、信長に臣従した。
信長の死後は豊臣秀吉に仕えるが、天正13年（1585年）、紀州征伐による失策や命令違反を理由に甲賀の地侍の大半が改易された甲賀破儀により、俊好も柏木荘を没収され領地を失う。改易後は旧領の鈴鹿山麓山中村へ戻り帰農した（柏木へ戻ったとも）。子孫は郷士として続いた。